# Fabrice Abriel
Fabrice Abriel (Suresnes, 6 juli 1979) is een voormalig Frans voetballer die speelde als middenvelder. In zijn carrière speelde hij voor onder meer Paris Saint-Germain, Amiens SC, FC Lorient, Olympique Marseille, OGC Nice en Valenciennes FC. In 2015 stopte hij met voetballen en werd hij televisieadviseur. Anno 2018 was hij adviseur voor het kanaal Canal+.